# Diana Tizón
Diana Elisabet Tizón (Lomas de Zamora, 8 giugno 1967) è un'ex cestista argentina.

## Carriera
Con l'Argentina ha disputato i Campionati mondiali del 1998.